# Lake Francis (Queensland)
Der Lake Francis ist ein See im Westen des australischen Bundesstaates Queensland. 
Der See liegt am Oberlauf des Georgina River, ca. 1 km südwestlich von Canooweal und nordwestlich des Canooweal-Caves-Nationalparks.